# Norges damlandslag i fotboll
Norges damlandslag i fotboll representerar Norge i fotboll på damsidan. Laget har tillhört eliten sedan slutet av 1980-talet men fått allt mer konkurrens i början av 2000-talet.
Norge spelade sin första damlandskamp i fotboll den 7 juli 1978 i Kolding i Danmark, och förlorade mot Sverige med 1–2 under nordiska mästerskapet. De förlorade sedan mot Danmark och Finland, och slutade sist i turneringen. Laget deltog i inofficiella Europamästerskapet 1979 i Italien. Deras första större triumf var Europamästerskapet 1987 där de vann i finalen över Sverige med 2–1 på hemmaplan efter att tidigare aldrig ha lyckats besegra Sverige. 
I början av 1990-talet var Norge en av de stora nationerna och tog silver i det första VM som arrangerades på damsidan 1991. I Världsmästerskapet i fotboll för damer 1995, som spelades i Sverige, tog Norge guld genom att besegra Tyskland i finalen.
Laget fick Fearnleys olympiske ærespris för det olympiska guldet år 2000.

## Förbundskaptener
- 1978–1982: Per Pettersen
- 1987–1989: Erling Hokstad/Dag Steinar Vestlund
- 1983–1989: Erling Hokstad
- 1989–1996: Even Pellerud
- 1996–2000: Per Mathias Høgmo
- 2000–2004: Åge Steen
- 2005–2009: Bjarne Berntsen
- 2009–2012: Eli Landsem
- 2012–2016: Even Pellerud
- 2017–2022:  Martin Sjögren
- 2022–2023 : Hege Riise[2]
- 2023: Leif Gunnar Smerud
- 2024–:  Gemma Grainger

## Laguppställning
Följande spelare ingår i spelartruppen i VM 2023 som spelas i Australien och Nya Zeeland.
- Matcher och mål är uppdaterade per den 19 juli 2023.

| Nr | Pos. | Namn                   | Födelsedatum (ålder) | Matcher | Mål |           | Klubb                  |
| -- | ---- | ---------------------- | -------------------- | ------- | --- | --------- | ---------------------- |
| 1  | MV   | Cecilie Fiskerstrand   | 20 mars 1996         | 44      | 0   | Norge     | Lillestrøm             |
| 2  | F    | Anja Sønstevold        | 21 juni 1992         | 28      | 1   | Italien   | Inter Milan            |
| 3  | F    | Sara Hørte             | 24 november 2000     | 4       | 1   | Norge     | Rosenborg              |
| 4  | F    | Tuva Hansen            | 4 augusti 1997       | 27      | 1   | Tyskland  | Bayern München         |
| 5  | F    | Guro Bergsvand         | 3 mars 1994          | 22      | 4   | England   | Brighton & Hove Albion |
| 6  | F    | Maren Mjelde           | 6 november 1989      | 165     | 20  | England   | Chelsea                |
| 7  | MF   | Ingrid Syrstad Engen   | 29 april 1998        | 59      | 6   | Spanien   | Barcelona              |
| 8  | MF   | Vilde Bøe Risa         | 13 juli 1995         | 60      | 2   | England   | Manchester United      |
| 9  | A    | Karina Sævik           | 24 mars 1996         | 38      | 6   | Norge     | Vålerenga              |
| 10 | MF   | Caroline Graham Hansen | 18 februari 1995     | 98      | 44  | Spanien   | Barcelona              |
| 11 | MF   | Guro Reiten            | 26 juli 1994         | 80      | 17  | England   | Chelsea                |
| 12 | MV   | Guro Pettersen         | 22 augusti 1991      | 7       | 0   | Norge     | Vålerenga              |
| 13 | MF   | Thea Bjelde            | 5 juni 2000          | 7       | 0   | Norge     | Vålerenga              |
| 14 | A    | Ada Hegerberg          | 10 juli 1995         | 76      | 43  | Frankrike | Lyon                   |
| 15 | MF   | Amalie Eikeland        | 26 augusti 1995      | 45      | 3   | England   | Reading                |
| 16 | F    | Mathilde Harviken      | 29 december 2001     | 9       | 0   | Norge     | Rosenborg              |
| 17 | A    | Julie Blakstad         | 27 augusti 2001      | 29      | 3   | Sverige   | BK Häcken              |
| 18 | MF   | Frida Maanum           | 16 juli 1999         | 65      | 11  | England   | Arsenal                |
| 19 | F    | Marit Bratberg Lund    | 7 november 1997      | 5       | 0   | Norge     | Brann                  |
| 20 | MF   | Emilie Haavi           | 16 juni 1992         | 97      | 16  | Italien   | Roma                   |
| 21 | A    | Anna Jøsendal          | 29 april 2001        | 8       | 0   | Norge     | Rosenborg              |
| 22 | A    | Sophie Román Haug      | 4 juni 1999          | 8       | 5   | Italien   | Roma                   |
| 23 | MV   | Aurora Mikalsen        | 21 mars 1996         | 9       | 0   | Norge     | Brann                  |